# Dolgi covid
Dolgi covid ali dolgotrajni covid je poimenovanje za dolgotrajne zdravstvene posledice, ki jih povzroča covid-19. Bolniki s covidom-19 povečini popolnoma okrevajo v roku nekaj tednov od okužbe, pri nekaterih pa vztrajajo dolgotrajnejše težave. Gre za različne zdravstvene težave, ki so prisotne dlje kot štiri tedne od trenutka okužbe z virusom SARS-CoV-2. Bolniki so povečini takrat že PCR-negativni (v krvi več nimajo zaznavnega virusa). Med drugim se lahko pojavijo kognitivne posledice (težave z miselnimi sposobnostmi) in posledice na duševnem zdravju  (na primer tesnoba, depresija), utrujenost, zadihanost, izpuščaj, vročina, bolečine ... Ni povezave med hudostjo same začetne okužbe ter verjetnostjo za pojav dolgega covida; pojavi se lahko tudi pri bolnikih, ki so imeli sprva blage simptome. Po nekaterih podatkih imajo večje tveganje za dolgi covid starejši bolniki, ženske in bolniki s prekomerno telesno težo.

## Simptomi
Dolgi covid se lahko kaže z različnimi simptomi, kot so:
- utrujenost
- težave pri razmišljanju in koncentraciji (»možganska megla«)
- glavobol
- izguba okusa in/ali voha
- omotica
- srčne palpitacije (razbijanje srca)
- bolečina v prsih
- težave z dihanjem, zadihanost
- kašelj
- bolečine v sklepih ali mišicah
- depresija, tesnoba
- nespečnost[5]
- prebavne težave (slabost, driska, bolečina v trebuhu, izguba teka)[5]
- vročina

Simptomi lahko vztrajajo ves čas ali pa se izmenično ublažijo in zopet poslabšajo. Lahko gre za nadaljevanje nekaterih simptomov iz faze akutne okužbe ali pa se pojavijo kasneje povsem novi simptomi.

## Vzroki
Za zdaj ni znano, zakaj pri nekaterih bolnikih vztrajajo simptomi tudi več tednov in mesecev po okužbi, večina bolnikov pa popolnoma okreva po dveh do treh tednih od okužbe. Dolgotrajnejši simptomi bi lahko bili posledica poškodbe organov, postvirusnega sindroma, posledice intenzivne nege in drugih dejavnikov.
Covid-19 sicer primarno prizadene pljuča, vendar lahko okvari tudi druge organe, kot so srce in možgani. Poškodbe organov zaradi okužbe s SARS-Cov-2 morda povečajo tveganje za dolgotrajnejše posledice oziroma jih lahko povzročijo.

## Zdravljenje
Zdravljenje bolnikov z dolgim covidom zahteva multidisciplinarni pristop. Blažji simptomi se lahko lajšajo z enostavnejšim simptomatskim zdravljenjem (na primer bolečine s paracetamolom, kašelj z zdravili za lajšanje kašlja ...). Bolniki s hujšimi simptomi lahko potrebujejo bolj specifično terapijo. V poštev lahko pride rehabilitacijsko zdravljenje.